# ديفيد غيلمور (رجل أعمال)
ديفيد غيلمور هو شخصية أعمال كندي، ولد في 1931.